# 自由之路行动

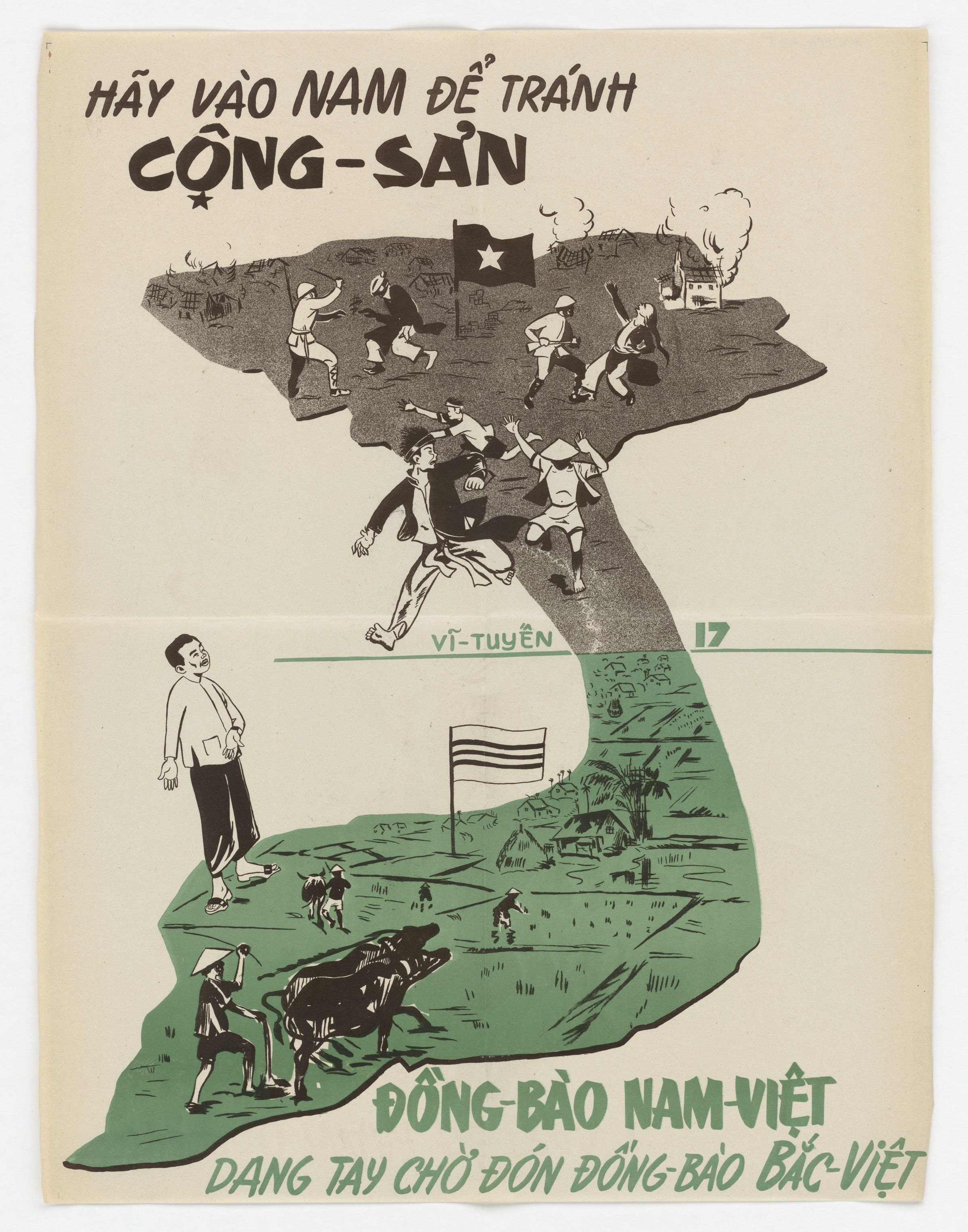
移居南方的政治宣传海报。标题：“去南方避开共产主义”。底部字幕：“南越同胞展开双臂欢迎北越同胞。”

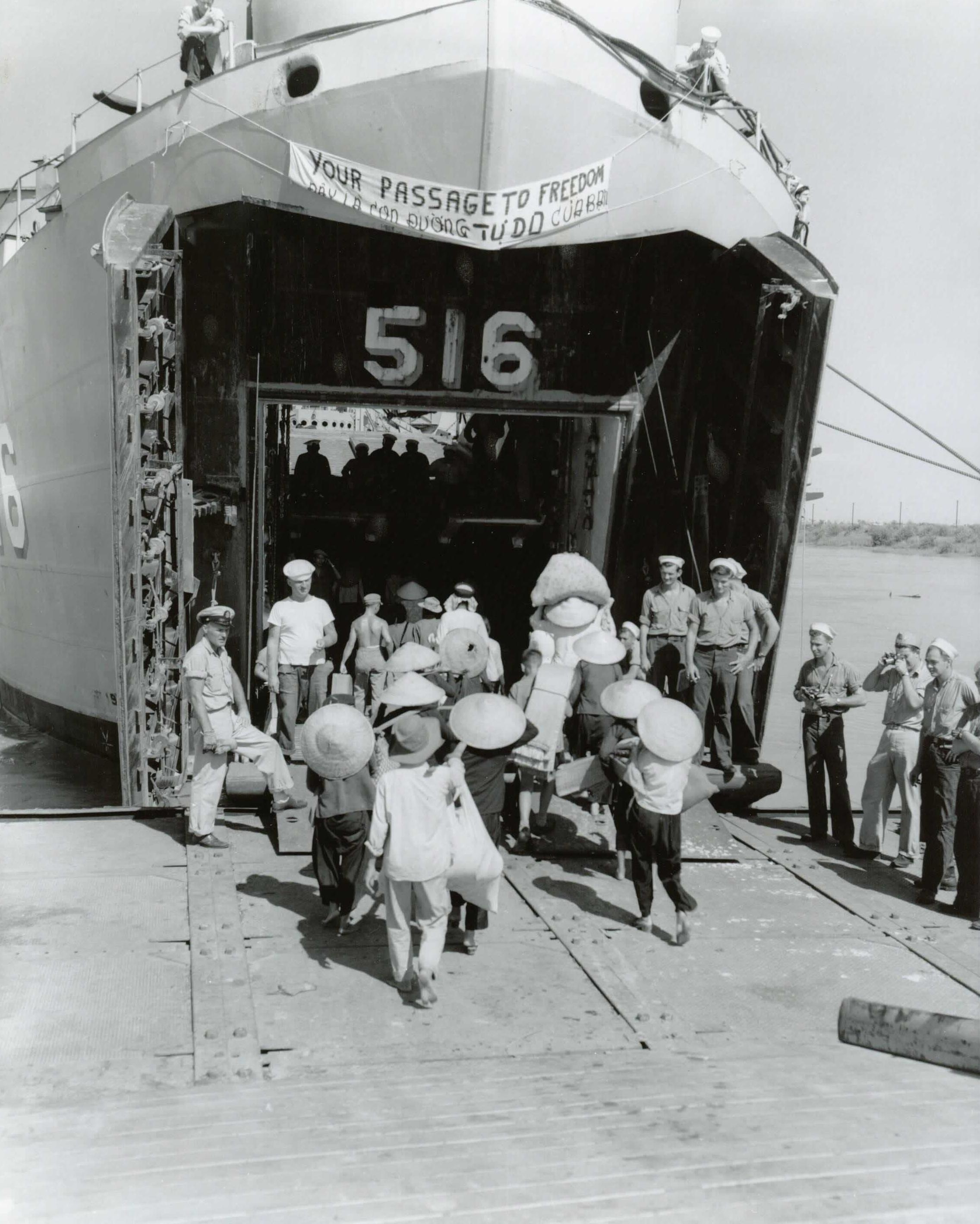
越南分治後，大约100万难民在自由之路行动期间逃离實行共产制度的北越

自由之路行动（英語：Operation Passage to Freedom）是美国海军所使用的一个术语，用以描述越南人从共产党统治的越南民主共和国（北越）逃往南越（越南国，后来成为越南共和国）的大规模迁徙。
法国於奠边府战役中战败後，日内瓦协定规定在在法兰西联邦和寻求越南独立的越盟之间的法越战争之后，解散法属印度支那。该协定根据北纬十七度线进行南北分治，北方为胡志明的共产党越盟控制，南方是法国支持的越南国。协定允许在到1955年5月18日截止的300天期限内，人们可以在边境封锁之前，在南北两方之间自由迁移。总共有80万到100万北方难民逃离北方的共产党统治，也有数量少得多的越盟战士向北迁移到共产制度的北方。分治规定为临时状态，到1956年举行全国大选，达到重新统一。
北方人的大迁徙起初得到了法国空军和海军的帮助。美国艦隻继法国人後将北方难民疏散到南方的首都西贡。该行动伴以大规模的人道主义救济努力，资金主要来自美国，尝试吸收到西贡郊外巨大的难民帐篷城市。政治上，描述为越南人从受到压抑和迫害的共产极权地区，迁徙到美国人资助的南方的自由世界。从越共的观点来看，这一时期的特点是，中央情报局支持的宣传活动代表南越的天主教徒首相吴廷琰，呼吁在共产党统治下的天主教徒逃避迫近的宗教迫害，得到北方150万天主教徒中大约60%人的响应。这次移民扩大了吴廷琰的权力基础；虽然此前，越南大多数天主教徒分布在北方；此后多数分布在南方。这次行动的目的是加强南方，为重新统一的选举做准备；吴廷琰担心共产党获胜而取消选举，改为款待新的委托人作为特殊利益集团，相信他们有利的宗教观，将成为坚固的反共堡垒。
战争后，由于反对北方共产政权之苛刻统治，对旧政府有关人士报仇及错落的经济政策，大量南越人民渡海逃生（香港电影《投奔怒海》中对此有所描述），大约十万人丧生逃难途中。至今南越国旗仍然是海外越南的反对越南共产党政权人士普遍使用的标志。